# Gallerian
Gallerian (deutsch die Einkaufspassage) ist ein überdachtes Einkaufszentrum im Stadtteil Norrmalm in der Stockholmer Innenstadt. Gallerian liegt im Handelszentrum der Stockholmer City. Eröffnet wurde das Einkaufszentrum 1976. 2004 wurde Gallerian nach einer umfassenden Renovierung erneut eingeweiht. 2010 bis 2011 wurde der südliche Teil und das Untergeschoss in mehreren Etappen umgebaut. Gallerian war das erste große Einkaufszentrum in der Stockholmer Innenstadt. Viele der später errichteten Einkaufszentren übernahmen die Bezeichnung Galleria, allerdings in einer Kombination wie Kista Galleria oder, wie ein schwedischer Onlineverkäufer, shoppingalleria.se. Demgegenüber blieb Gallerian bei seiner Bezeichnung in der bestimmten Form.

## Lage
Das Einkaufszentrum liegt an der Stelle, an der früher die Norra Smedjeggatan lag. Es grenzt an die Hamngatan, Regeringsgatan, Jakobsgatan und Malmtorgsgatan – Brunkebergstorg. Der Haupteingang liegt an der Hamngatan 37. Das Gebäude ist ungefähr 260 Meter lang.

## Geschichte

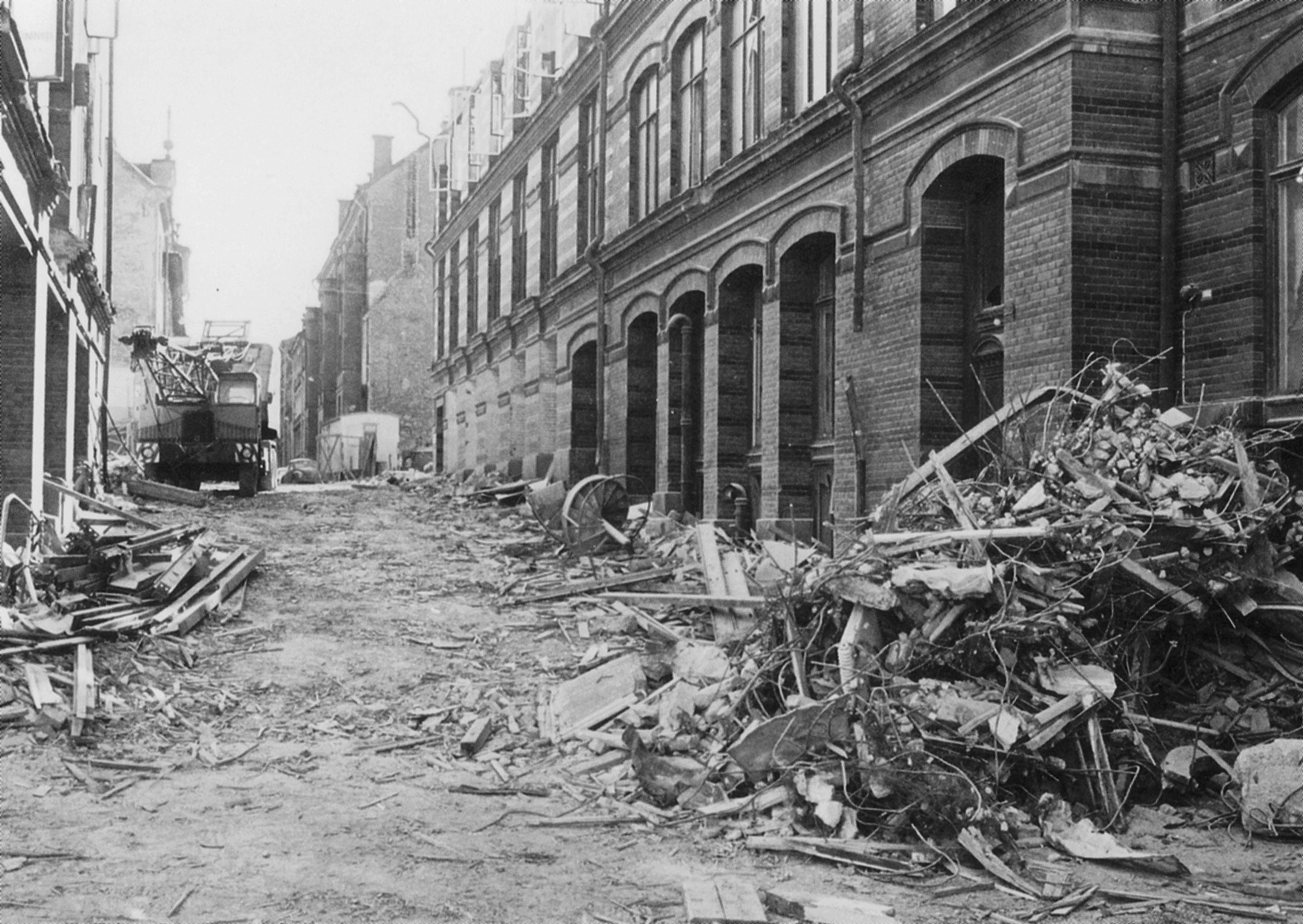
Norra Smedjegatan 1968

Im Zusammenhang mit der Norrmalmsregleringen, dem kompletten Umbau der Stockholmer Innenstadt in den Jahren 1950 bis 1970, wurden große Veränderungen umgesetzt. Eines der letzten Projekte war die Erweiterung und der Bau eines neuen Stadtteils südlich der Hamngatan. Als die Abrissarbeiten begannen, bestand das Gelände, auf dem Gallerian heute steht, aus 45 Einzelgrundstücken. Bereits 1929 schlug der Stockholmer Architekt Tage William-Olsson vor, an dieser Stelle eine überdachte Einkaufspassage nach italienischem Vorbild zu bauen. Am 27. Mai 1968 präsentierte der Architekt Sune Malmquist eine Skizze, die dann zum endgültigen Plan weiterentwickelt wurde. Noch im selben Jahr begann der Abriss der Norra Smedjegatan. Drei verschiedene Architekturbüros waren mit der Planung beauftragt: VBB übernahm die Bauten auf der Seite zur Hamngatan, Boijsen & Efvergren zeichnete die Seite gegen Malmskillnadsgatan und Brunkebergstorg, der südliche Teil an der Regeringsgatan wurde von Malmquist & Skoogh gezeichnet. Der Bau wurde von mehreren Firmen durchgeführt, unter anderen von Ohlsson & Skarne, BIAB und Folke Eriksson.

## Aktuell

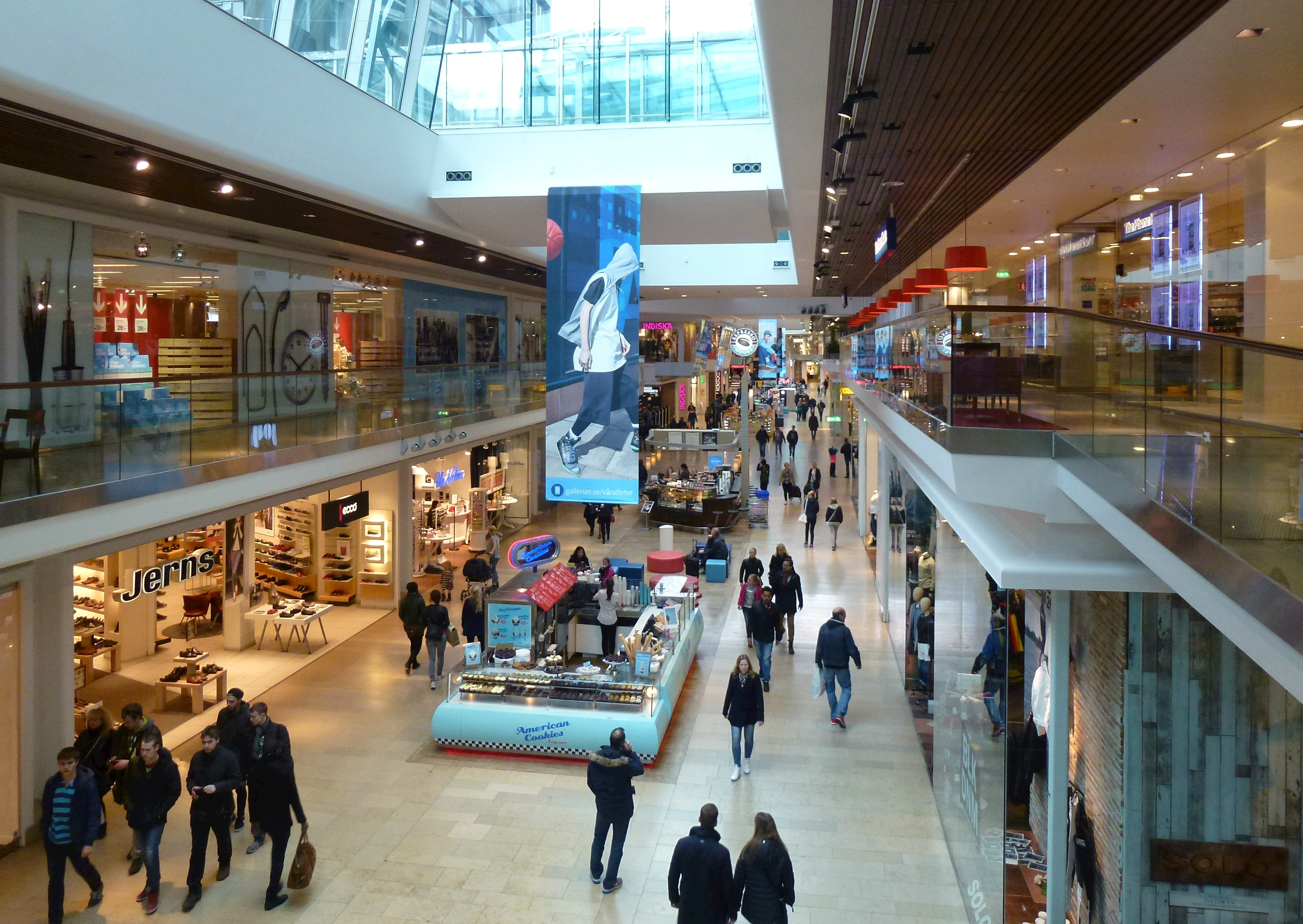
Gallerian Innenansicht

In den Jahren 2004 und 2005 wurde Gallerian umfassend umgebaut. Die Arbeiten wurden im laufenden Betrieb in mehreren Etappen durchgeführt und für das Weihnachtsgeschäft unterbrochen. Ziel des Umbaus war es, den veränderten Nutzungsbedürfnissen der Kunden Rechnung zu tragen und so die Zukunft des Einkaufszentrums sicherzustellen. Für den Umbau verantwortlich war das Architekturbüro Wester + Elsner.
2005 zählte Gallerian 14 Millionen Besucher und beschäftigte 750 Mitarbeiter. 2013 wurden 17,9 Millionen Besucher gezählt und rund 1.000 Mitarbeiter beschäftigt. Eigentümerin der Liegenschaft ist AMF Fastinheter, Schwedens größte Immobiliengesellschaft.